# Тибоде, Альбер
Альбер Тибоде (фр. Albert Thibaudet, 1 апреля 1874, Турню (Сона и Луара) — 16 апреля 1936, Женева) — французский литературовед и литературный критик, с 1912 по 1936 годы активно печатался на страницах журнала «La Nouvelle Revue française».

## Биография
Закончил престижный лицей Генриха IV в Париже, где одним из его любимых учителей был Анри Бергсон. Первой публикацией Тибоде была его символическая драма в стихах и прозе, которая называлась «Черный лебедь» (Le Cygne rouge, 1897). Драма была написана под влиянием Стефана Малларме.
В 1912 году Тибоде впервые напечатали в журнале «La Nouvelle Revue française». С тех пор он регулярно печатался в этом журнале вплоть до своей смерти. Был знаком с философом и антропологом Люсьеном Леви-Брюлем, который в 1928 году пригласил его к участию в Университетских курсах Давоса вместе с другими интеллектуалами Франции и Германии. Преподавал в Нью-Йоркском и Женевском университетах.

## Творчество
В 1924 году Тибоде опубликовал двухтомное исследование «Бергсонизм». Эта богатая материалом работа была одобрительно встречена критикой и самим Анри Бергсоном.
Тибоде является автором монографий о творчестве писателей Стефана Малларме (1912), Гюстава Флобера (1922), Поля Валери (1924), Стендаля (1931). Посмертно была опубликована его работа о Монтене (1963).
Он также опубликовал «Историю французской литературы с 1789 года до наших дней» (1936) и «Физиологию критики» (1930), а также социологическое исследование «Республики профессоров» (1928), посвященное французским интеллектуалам. В своём труде «Политические идеи Франции» (1932) ввёл термин «синистризм» (от лат. sinister — левый), описывающий эволюцию спектра французских политических партий влево.

## Память
В 2008 году Центр Фукидида при Университете Пантеон-Ассас учредил Премию Альбера Тибоде для франкоязычных работ, посвященных международным отношениям.

## Произведения
- «Les Heures de l’acropole», NRF, 1913
- «La Campagne avec Thucydide», 1922
- «Gustave Flaubert», 1922, nouv. éd. revue et corrigée, 1936
- «Le Bergsonisme», 1924
- «Les Princes lorrains», 1924
- «Le liseur de romans», G. Crès, 1925
- «La République des Professeurs» (1927), suivi de Les Princes lorrains (1924), Préface de Michel Leymarie, Paris, Hachette Littératures, coll. Pluriel Histoire, 2006.
- «Cluny», 1928
- «Amiel ou la part du rêve», Hachette, 1929
- «Mistral ou La République du Soleil», Hachette, 1930
- «Physiologie de la critique», 1930
- «Stendhal», Hachette, (1931)
- «Les idées politiques de la France», 1932
- «Histoire de la littérature française de 1789 à nos jours», 1936 переиздание Cnrs Éditions (2007).
- «Réflexions sur la littérature», NRF, 1938
- «Panurge à la guerre», (1940)
- «Montaigne» Texte établi par Floyd GRAY d’après les notes manuscrites. Gallimard (1963)
- Основные произведения Тібоде были переизданы Антуаном Компаньоном: «Réflexions sur la politique», chez Robert Lafont, collection «Bouquins», 2007 et «Réflexions sur la littérature», Gallimard, collection «Quarto», 2007.